# Нуреєво
Нуре́єво (рос. Нуреево, башк. Нөрәй) — село у складі Шаранського району Башкортостану, Росія. Адміністративний центр Нуреєвської сільської ради.
Населення — 331 особа (2010; 339 у 2002).
Національний склад:
- башкири — 62 %
- татари — 36 %